# Janko Mihailović Moler
Janko Mihailović Moler, en serbe cyrillique Јанко Михаиловић Молер (né en 1792 à Negrišori et mort en 1853 à Negrišori) était un peintre serbe. Il a principalement œuvré dans la peinture d'icônes.

## Œuvres

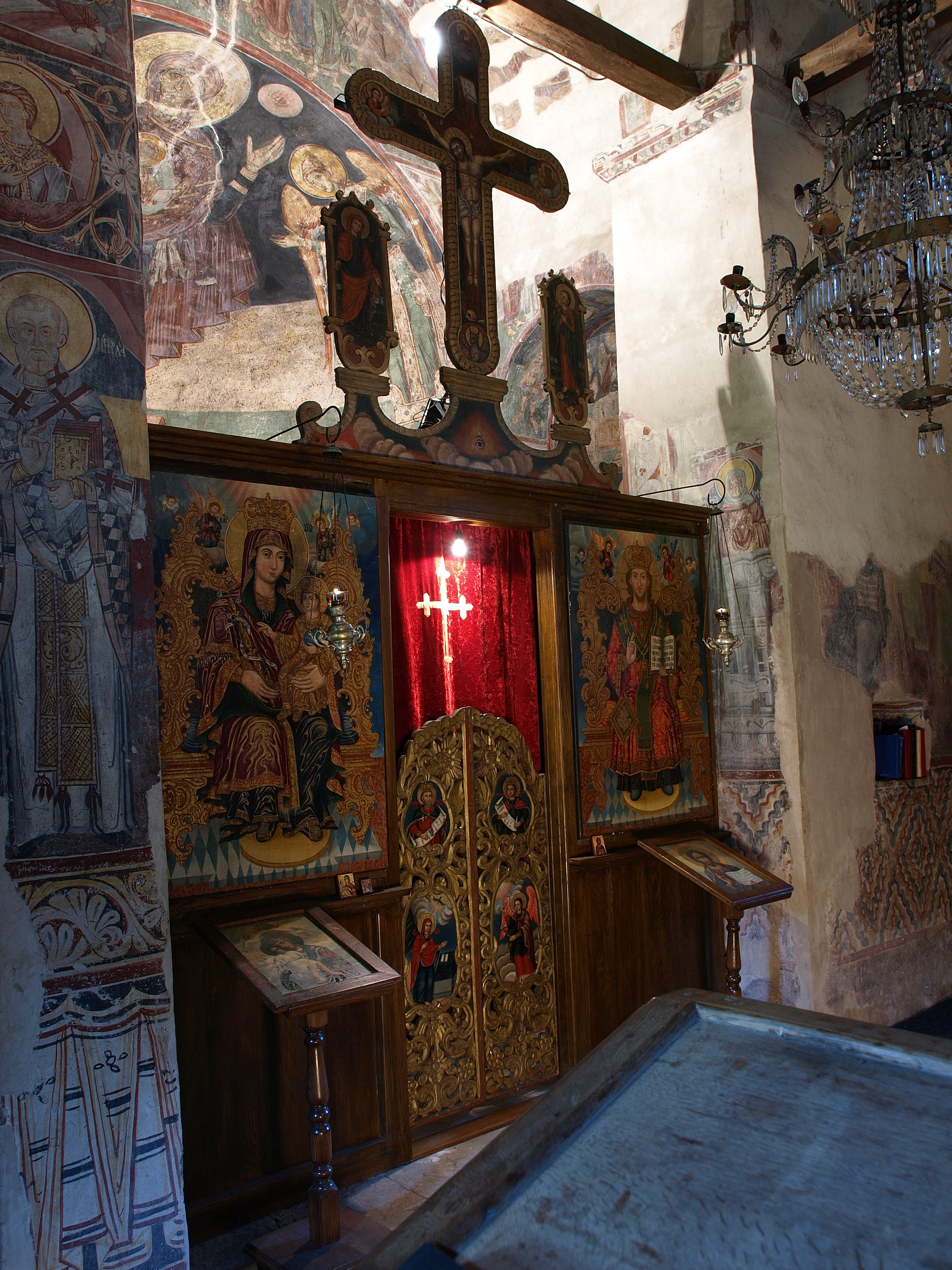
L'iconostase de l'église du monastère de Ježevica

Parmi les œuvres qu'il a réalisées, on peut citer quelques icônes pour l'église de Guča, pour l'église du monastère de Žiča et pour l'église en bois de Dobroselica, sur les monts Zlatibor.. Avec son fils Sreten Protić-Molerović, il a peint l'iconostase de l'église de la Naissance-de-Saint-Jean-Baptiste à Gorobilje
On lui doit également un portrait de Nikifor Maksimović, le fondateur du monastère de Sretenje, près de Čačak. On lui attribue également le blason de la dynastie des Obrenović qui orne la façade du konak de Jovan Obrenović à Čačak.
Autre
- 1830 : les portes royales de l'église en bois Saint-Élie de Dobroselica[6]
- vers 1846 : l'iconostase de l'église du monastère de Ježevica[7].